# تمپل (جورجیا)
تمپل، جورجیا (به انگلیسی: Temple, Georgia) یک شهر در ایالات متحده آمریکا با جمعیت ۴٬۲۲۸ نفر است که در جورجیا واقع شده‌است.

## موقعیت جغرافیایی
موقعیت جغرافیایی شهرها و مناطق اطراف به شرح زیر است: